# Ташинська сільська рада
Та́шинська сільська́ ра́да —колишня  адміністративно-територіальна одиниця та орган місцевого самоврядування в Березанському районі Миколаївської області. Адміністративний центр — село Ташине.

## Загальні відомості
- Територія ради: 2,9 км²
- Населення ради: 1 033 особи (станом на 2001 рік)

## Населені пункти
Сільській раді підпорядковані населені пункти:
- с. Ташине
- с. Люблине
- с. Прогресівка

## Склад ради
Рада складається з 12 депутатів та голови.
- Голова ради: Машуренко Лілія Олександрівна
- Секретар ради: Степанова Олена Миколаївна

### Керівний склад попередніх скликань
| Прізвище, ім'я, по батькові   | Основні відомості                                                                       | Дата обрання | Дата звільнення |
| ----------------------------- | --------------------------------------------------------------------------------------- | ------------ | --------------- |
| Панасенко Олександр Петрович  | Сільський голова, 1954 року народження, член Соціалістичної партії України              | 26.03.2006   | 25.10.2006      |
| Гончаренко Наталія Петрівна   | Сільський голова, 1965 року народження, член Партії регіонів                            | 04.03.2007   | 31.10.2010      |
| Машуренко Лілія Олександрівна | Сільський голова, 1971 року народження, освіта середня спеціальна, член Партії регіонів | 31.10.2010   |                 |

Примітка: таблиця складена за даними сайту Верховної Ради України

### Депутати
За результатами місцевих виборів 2010 року депутатами ради стали:

#### За суб'єктами висування
| Суб'єкт висування           | Кількість обраних депутатів | %    |
| --------------------------- | --------------------------- | ---- |
| Партія регіонів             | 7                           | 58,3 |
| Самовисування               | 4                           | 33,3 |
| Комуністична партія України | 1                           | 8,3  |

#### За округами
| № округу                    | Прізвище, ім'я, по батькові      | Дата визнання обраним | Освіта             | Партійна приналежність            | Відомості про обраного депутата                      |
| --------------------------- | -------------------------------- | --------------------- | ------------------ | --------------------------------- | ---------------------------------------------------- |
| Комуністична партія України |                                  |                       |                    |                                   |                                                      |
| 6                           | Дмитренко Євгеній Вікторович     | 02.11.2010            | вища               | член Комуністичної партії України | ТОВ «Агей-Агро», головний бухгалтер                  |
| Партія регіонів             |                                  |                       |                    |                                   |                                                      |
| 1                           | Манзарук Олександр Володимирович | 02.11.2010            | середня спеціальна | член Партії регіонів              | Ташинська сільська рада, електрик                    |
| 2                           | Головенко Микола Миколайович     | 02.11.2010            | середня спеціальна | член Партії регіонів              | одноосібник                                          |
| 8                           | Михайлик Микола Іванович         | 02.11.2010            | середня            | член Партії регіонів              | Прогресівська загальноосвітня школа, охоронець       |
| 9                           | Беркун Галина Іванівна           | 02.11.2010            | середня            | член Партії регіонів              | підприємець                                          |
| 10                          | Шмідт Людмила Юліановна          | 02.11.2010            | середня спеціальна | член Партії регіонів              | Прогресівський ДНЗ, вихователь                       |
| 11                          | Тимошенко Анатолій Миколайович   | 02.11.2010            | середня            | член Партії регіонів              | Тилігульське господарство, слюсар                    |
| 12                          | Козлова Тетяна Олексіївна        | 15.11.2010            | середня спеціальна | член Партії регіонів              | Прогресівська загальноосвітня школа, тех. працівниця |
| Самовисування               |                                  |                       |                    |                                   |                                                      |
| 3                           | Кузнєцова Олена Іванівна         | 02.11.2010            | вища               | позапартійна                      | Ташинська загальноосвітня школа, вчитель             |
| 4                           | Степанова Олена Миколаївна       | 02.11.2010            | вища               | позапартійна                      | Ташинська сільська рада, соціальний працівник        |
| 5                           | Дмитренко Світлана Валентинівна  | 02.11.2010            | середня спеціальна | позапартійна                      | Ташинська загальноосвітня школа, вчитель             |
| 7                           | Климахович Неля Василівна        | 27.12.2010            | середня спеціальна | позапартійна                      | тимчасово не працює                                  |